# Nervus obturatorius
Der Nervus obturatorius ist ein Nerv des Lendengeflechts (Plexus lumbalis). Er hat beim Menschen seinen Ursprung im 2. bis 4. Lendensegment des Rückenmarks (L2–L4), bei den Haustieren im hinteren Lendenbereich (L4–S1). Er zieht innen am knöchernen Becken und dann mit der Vena und Arteria obturatoria durch den Canalis obturatorius zur Innenseite des Oberschenkels. Dort teilt sich der Nerv in einen vorderen Ast (Ramus anterior) und einen hinteren Ast (Ramus posterior). Der Ramus anterior verläuft vor dem Musculus adductor brevis und gibt einen Ast ab, der für die sensible Versorgung der Oberschenkelinnenseite wichtig ist. Der Ramus posterior verläuft hinter dem Musculus adductor brevis und versorgt mit einem Ast das Hüftgelenk sensibel.
Der Nervus obturatorius innerviert motorisch die Adduktoren der Beine (bei Tieren entsprechend die Adduktoren der Hintergliedmaßen):
- Musculus obturator externus
- Musculus adductor magnus (zusammen mit Nervus tibialis)
- Musculus adductor longus
- Musculus adductor brevis
- Musculus pectineus (zusammen mit Nervus femoralis)
- Musculus gracilis

Der Nerv innerviert sensibel auch das Hüftgelenk sowie beim Menschen zusätzlich noch ein kleines Hautfeld an der Oberschenkelinnenseite.

## Obturatoriuslähmung
Lähmungen des Nervus obturatorius treten vor allem bei Geburten auf. Bei der Passage des Neugeborenen durch das Becken kann es den Nerv gegen die innere Beckenwand abquetschen. Besonders häufig kommt dies beim Rind vor, da Kühe einen relativ engen Geburtskanal haben. Selten treten Lähmungen nach chirurgischer Entfernung der Lymphknoten bei Prostatakrebs auf, da hierbei der Nerv ebenfalls beschädigt werden kann.
Im Fall einer solchen Lähmung steht das Bein leicht abduziert und kann auf glattem Untergrund sogar vollkommen zur Seite ausgrätschen. Bei Vorwärtsbewegungen wird es nicht geradlinig geführt, sondern in einem nach außen gerichteten Bogen.
Aufgrund seines sensiblen Versorgungsgebietes ist er als Differentialdiagnose bei Leistenzerrungen und Coxarthrose zu beachten.

## Obturatorius-Blockade
Die Nervus-obturatorius-Blockade wird bei urologischen Eingriffen an der Blase durchgeführt, wenn mittels Elektrokauterisation durch die Harnröhre (transurethral) Gewebe an der Seitenwand der Blase entfernt werden soll. Der Nervus obturatorius verläuft unmittelbar außerhalb der Blasenwand und könnte durch die Stromapplikation an der Blase gereizt werden, was reflexartige Kontraktionen der Adduktorenmuskeln am Bein zur Folge hätte, wodurch eine Perforation der Blase durch das dort eingeführte Resektoskop möglich wäre. Die Nervenblockade soll diese Kontraktionen verhindern.
Weitere Indikationen sind die Ergänzung eines unvollständigen „3-in-1-Blocks“, Schmerzsyndrome im Hüftgelenk (sensible Äste des Ramus anterior) und Adduktorenspasmus-Zustände, bei welchen auch die Einlage eines Schmerzkatheters zur kontinuierlichen Schmerztherapie möglich ist.

## Obturatorius-Reizung
Eine Reizung des Nerven wird auch als Howship-Romberg-Zeichen bezeichnet.